# Sportsklubben Brann
O Sportsklubben Brann, normalmente chamado apenas de Brann é um clube de futebol norueguês da cidade de Bergen. É um dos mais tradicionais de seu país. Fundado em 1908, venceu o campeonato nacional três vezes e a Copa da Noruega em seis oportunidades.

## Títulos
Nacionais
- Campeonato Norueguês: 3

(1961-62, 1963 e 2007).
- Copa da Noruega: 6

(1923, 1925, 1972, 1976, 1982 e 2004).
Campanhas de Destaque
- Vice-Campeonato Norueguês de Futebol: 5 vezes (1951-52, 1975, 1997, 2000 e 2006).
- Vice-Campeonato da Copa da Noruega: 9 vezes (1917, 1918, 1950, 1978, 1987, 1988, 1995, 1999 e 2011).

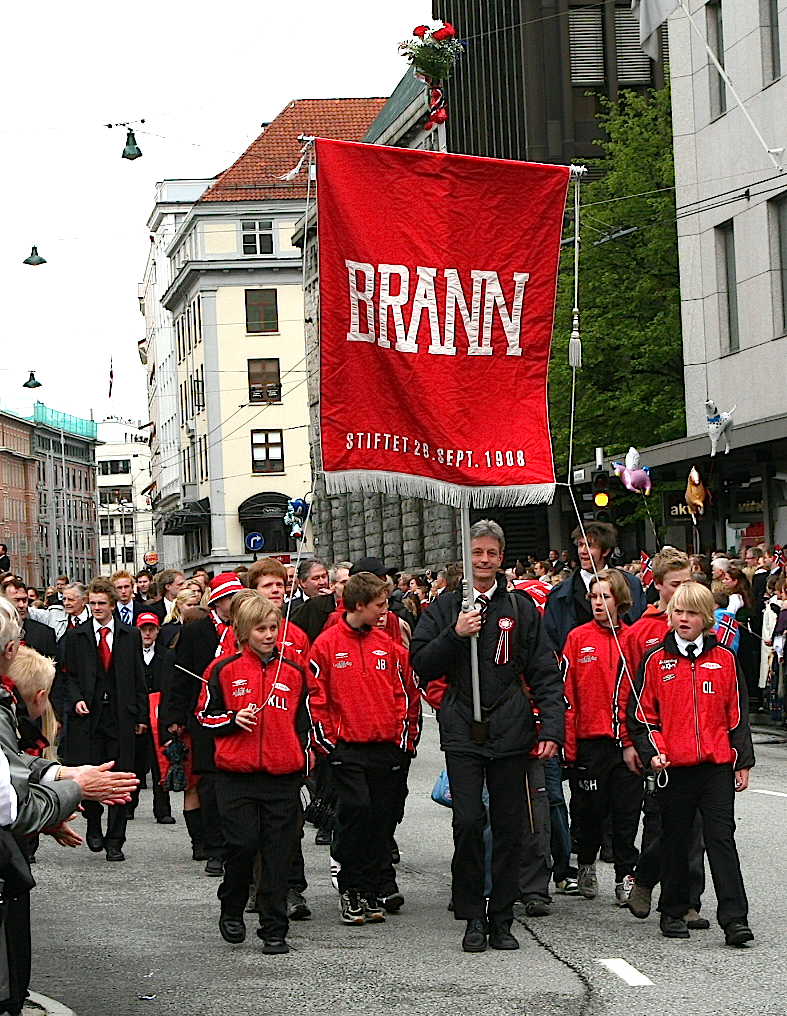